# Boris Wiktorowitsch Rauschenbach

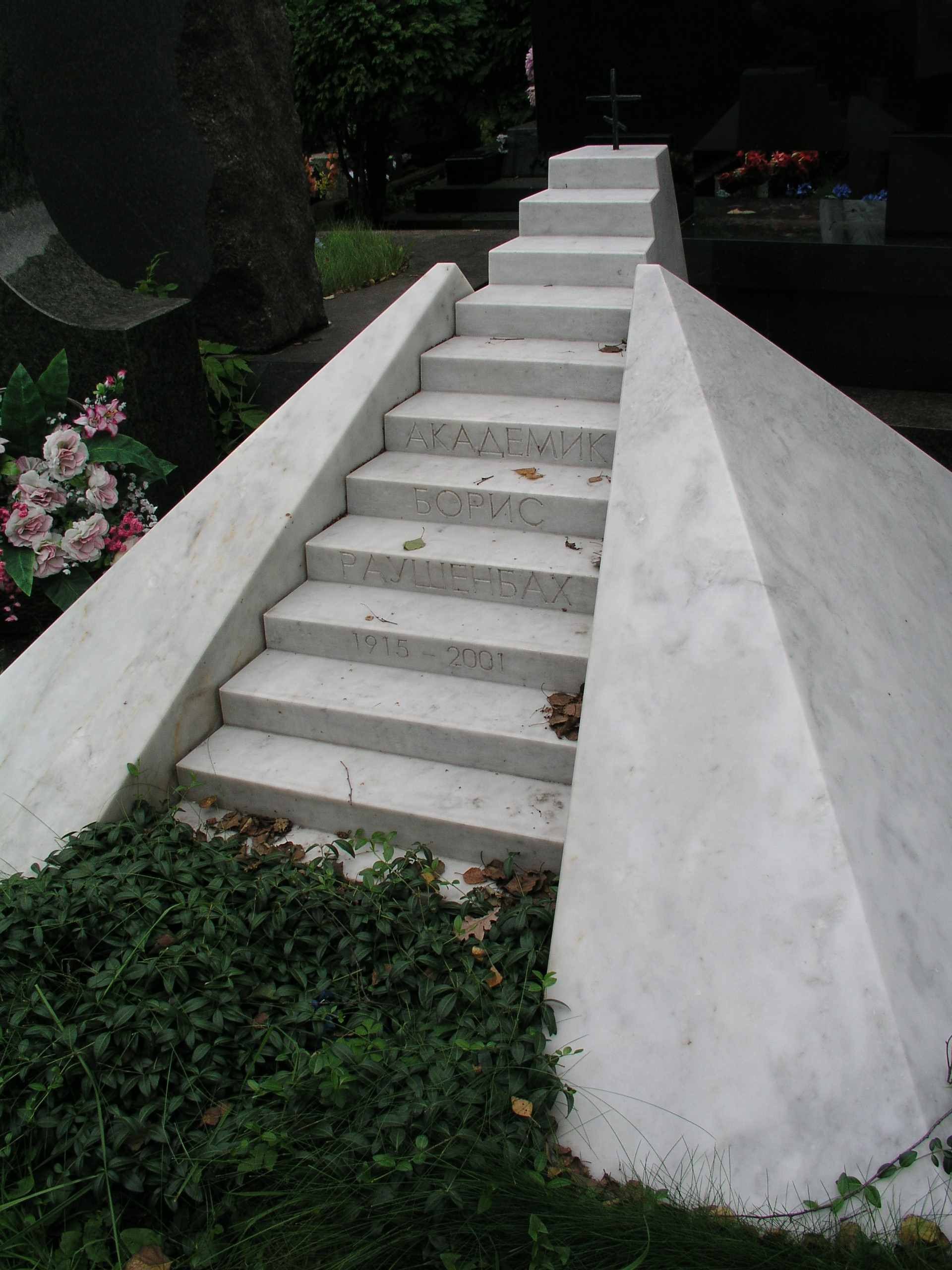
Grabdenkmal für das Akademiemitglied Boris Rauschenbach

Boris Wiktorowitsch Rauschenbach (russisch Борис Викторович Раушенбах, wiss. Transliteration Boris Viktorovič Raušenbach; * 5. Januarjul. / 18. Januar 1915greg. in Petrograd; † 27. März 2001 in Moskau) war ein russlanddeutscher Physiker und einer der Begründer der sowjetischen Raumfahrt.

## Leben
Boris Rauschenbach wurde am 18. Januar 1915 als Sohn des Schuhfabrikingenieurs Viktor J. Rauschenbach und dessen Ehefrau Leontine F. Rauschenbach (geb. Hallik) geboren. Sein Vater war ein gebürtiger Wolgadeutscher, die Mutter war deutschbaltischer Abstammung.
Nach der Schule arbeitete Rauschenbach kurzzeitig in einem Flugzeugwerk in Leningrad (bis 1924 „Petrograd“ genannt), ab 1932 studierte er an der dortigen Luftfahrthochschule. Parallel zum Studium nahm er am Bau und der Erprobung von Segelflugzeugen teil. Noch während seiner Studienzeit veröffentlichte er erste wissenschaftliche Arbeiten, die sich mit Fragen der Stabilität des Flugzeugs befassen.
Gegen Ende seines Studiums zog Rauschenbach nach Moskau um, wo er bei einem Raketenforschungsinstitut unter der Leitung von Sergei Pawlowitsch Koroljow mit Forschungsarbeiten zu Flügelraketen mit flüssigem Treibstoff begann. Sehr erfolgreich entwickelte Rauschenbach die automatische Steuerung dieser Raketen. Die Arbeiten wurden plötzlich gestoppt, als Sergei Koroljow 1938 von stalinistischen Repressalien betroffen war. Rauschenbach widmete sich danach der Theorie des Verbrennens in den Strahltriebwerken.
Im Herbst 1941 wurde das Raketeninstitut kriegsbedingt von Moskau nach Jekaterinburg verlegt. Im Frühling 1942 wurde Rauschenbach von der Einberufungsbehörde vorgeladen und mit anderen Russlanddeutschen in ein Zwangsarbeitslager in der Nähe von Nischni Tagil abtransportiert. Da sich Rauschenbach zu dieser Zeit aufgrund seiner wissenschaftlichen Leistungen bereits ein gewisses Prestige erworben hatte, bekam er die Erlaubnis, seine theoretischen Arbeiten im Lager weiterzuführen. Im Jahre 1948 gelang es dem neuen Leiter des Raketeninstituts Mstislaw Wsewolodowitsch Keldysch, die Verbannung Rauschenbachs zu beenden – der Wissenschaftler kehrte nach Moskau zurück, wo er die Theorie des Vibrationsbrennens entwickelte. 1948 verteidigte er seine Dissertation.
1955 wechselte Rauschenbach die Arbeitsstelle und entwickelte zusammen mit Sergei Koroljow die ersten Weltraumapparate. Dabei führte er Pionierarbeiten zur Orientierung der Weltraumsonden durch. Der größte Erfolg dieser Arbeit war das Projekt Lunik 3 (1959), in dem es zum ersten Mal gelang, die Rückseite des Mondes zu fotografieren. In den darauf folgenden zehn Jahren entwickelte Rauschenbach Orientierungssysteme für die Weltraumsonden Mars, Venera, Zond sowie Andocksysteme von Raumfahrzeugen an Raumstationen.
Rauschenbach lehrte zu Beginn an der Moskauer Staatlichen Lomonossow-Universität, seit 1959 war er Professor am Moskauer Institut für Physik und Technologie. 1966 wurde er korrespondierendes und 1984 Vollmitglied der Akademie der Wissenschaften der UdSSR.
In den 1980er Jahren leitete Rauschenbach die Gesellschaft für die Wiedererrichtung der Autonomen Wolgadeutschen Republik. Im Jahre 1985 hielt er einen Vortrag zum Thema Rüstung und Ökonomie. Das Problem der Militarisierung des Weltraums vor den Teilnehmern der VI. Allchristlichen Friedensversammlung, die von der Christlichen Friedenskonferenz in Prag veranstaltet wurde.
1996 wurde der am 24. September 1979 entdeckte Asteroid (4237) Raushenbakh nach ihm benannt.
Neben seinen Verdiensten im Bereich der Naturwissenschaft und des Ingenieurwesens ist Rauschenbach auch als Autor einiger Bücher über bildende Kunst und Theologie bekannt. Im Jahre 1997 erschien auf Deutsch sein Buch „Über die Erde hinaus“, in dem er sehr detailliert die Biographie und Leistungen des Raumfahrtpioniers  Hermann Oberth darstellt, den er persönlich sehr gut gekannt hat.
Sein Grab befindet sich auf dem Moskauer Nowodewitschi-Friedhof.

## Auszeichnungen
- Leninorden (1961, 1990)[2]
- Held der sozialistischen Arbeit (1990)[2]
- Leninpreis (1960)[2]
- Demidow-Preis[2]
- seit 1974 Akademiemitglied International Academy of Astronautics[2]

## Schriften
- Hermann Oberth: 1894–1989. Über die Erde hinaus. Eine Biographie. Mit einem Vorwort von Ernst Stuhlinger. Aus dem Russischen übersetzt und bearbeitet von Erna Roth-Oberth und Adolf Oberth. Dr. Böttiger Verlag, Wiesbaden 1995, ISBN 3-925725-23-7.